# 盛家伦
盛家伦（1911年—1957年5月10日），男，祖籍广东中山，生于湖北汉口，中国作曲家、歌唱家，中国音乐家协会理事，中央音乐学院民族音乐研究所研究员。代表作为《夜半歌声》主题曲。

## 生平
盛家伦祖籍广东中山，出生于汉口，就读于汉口文华大学。1932年，他到上海参加抗日救亡歌咏运动，1937年演唱《夜半歌声》主题曲。1938年，他成为中国电影制片厂作曲，曾为《保卫我们的土地》、《塞上风云》谱词，曾和光未然一起创造《抗日游击队歌》，后来又给舞台剧《为自由和平而战》、《民族万岁》等作曲。1949年之后，他成为中央音乐学院民族音乐研究所研究员、第一届中国音乐家协会理事，1957年病逝。

## 家庭
叔叔是中国水墨动画鼻祖特伟。